# Bernd Deffner
Bernd Deffner (* um 1946) ist ein deutscher Tischtennisspieler mit aktiver Zeit seit den 1970er Jahren. Bei Deutschen Meisterschaften gewann er zwei Bronzemedaillen im Doppel.

## Werdegang
Bernd Deffner begann mit dem Tischtennissport beim Verein SC Eichenstein. Später spielte er meist bei verschiedenen süddeutschen Vereinen, bedingt durch sein Studium in München. Mit SV Weißblau-Allianz München war er 1970 beim Aufstieg in die Bundesliga beteiligt, darauf wechselte er zum Bundesligaverein TSV Milbertshofen, wo er mit einer kurzen Unterbrechung bis mindestens 1980 blieb. Drei Titel gewann er bei Bayerischen Meisterschaften: 1972 im Doppel mit Martin Ness, 1973 im Doppel mit Detlef Siewert und 1974 im Mixed mit Henriette Knogl. Mit Bernt Jansen wurde er 1978 Norddeutscher Meister.
Bernd Deffner spielte sehr oft mit Detlef Siewert im Doppel. Mit ihm erzielte er auch seine größten Erfolge, indem er 1973 und 1975 bei Deutschen Meisterschaften Bronze im Doppel holte. Beide Male unterlagen sie im Halbfinale den späteren Titelgewinnern.